# Thomas Fogdö
Thomas Fogdö (* 14. März 1970 in Gällivare) ist ein ehemaliger schwedischer Skirennläufer.

## Biografie
Insgesamt gewann er fünf Weltcup-Slalomrennen. In der Saison 1992/93 konnte er den Slalom-Weltcup für sich entscheiden. Er ist der einzige Schwede neben Ingemar Stenmark und André Myhrer, dem das gelang. Bei Weltmeisterschaften und Olympischen Spielen erreichte er dreimal den fünften und einmal den sechsten Platz, stets in seiner Spezialdisziplin Slalom.
Am 7. Februar 1995 stürzte er bei einem Trainingslauf in Åre derart unglücklich, dass er sich die Wirbelsäule brach und seither querschnittgelähmt ist. Heute arbeitet er sowohl für diverse Sponsorenprojekte als auch für den schwedischen Skiverband.

## Erfolge

### Olympische Spiele
- Albertville 1992: 5. Slalom
- Lillehammer 1994: 5. Slalom

### Weltmeisterschaften
- Saalbach 1991: 5. Slalom
- Morioka 1993: 6. Slalom, 29. Riesenslalom

### Weltcupwertungen
Thomas Fogdö gewann einmal die Disziplinenwertung im Slalom.
| Saison  | Gesamt | Gesamt | Slalom | Slalom |
| Saison  | Platz  | Punkte | Platz  | Punkte |
| ------- | ------ | ------ | ------ | ------ |
| 1990/91 | 10.    | 95     | 4.     | 95     |
| 1991/92 | 45.    | 196    | 14.    | 196    |
| 1992/93 | 9.     | 545    | 1.     | 545    |
| 1993/94 | 24.    | 352    | 5.     | 352    |
| 1994/95 | 30.    | 269    | 9.     | 269    |

### Weltcupsiege
| Datum             | Ort               | Land       | Disziplin |
| ----------------- | ----------------- | ---------- | --------- |
| 23. März 1991     | Waterville Valley | USA        | Slalom    |
| 6. Dezember 1992  | Val-d’Isère       | Frankreich | Slalom    |
| 19. Dezember 1992 | Kranjska Gora     | Slowenien  | Slalom    |
| 17. Januar 1993   | Lech              | Österreich | Slalom    |
| 28. März 1993     | Åre               | Schweden   | Slalom    |

### Juniorenweltmeisterschaften
- Madonna di Campiglio 1988: 2. Slalom, 53. Riesenslalom
- Aleyska 1989: 32. Super-G